# Barrabás (1977)
Barrabás è il sesto album dell'omonima band, realizzato nel 1977.

## Descrizione
È l'ultimo lavoro della band a presentare la formazione originale. Annovera la partecipazione di Herbie Mann e di Michael Brecker.

## Tracce
1. "Swinger" (Fernando Arbex) – 4:55
2. "Movin' On" (Tito Duarte) – 4:30
3. "Turn Me Love" (Enrique Morales) – 4:48
4. "Oldie" (Duarte, E. Morales, Miguel Morales) – 5:10
5. "Week End" (E. Morales, M. Morales) – 4:42
6. "Do It" (M. Morales) – 4:09
7. "Sweet and Mellow" (E. Morales) – 4:48
8. "Love Is in the Air" (M. Morales) – 4:10

## Formazione
- José Luís Tejada – voce
- Enrique "Ricky" Morales – chitarra, cori
- Miguel Morales – chitarra, basso, voce
- Tito Duarte – percussioni, sax
- Juan Vidal – piano, voci
- Daniel Louis – batteria, voci
- Herbie Mann – flauto (traccia 1)
- Michael Brecker – sax (traccia 6)
- Ray Gomez – chitarra